# Théodore Lack

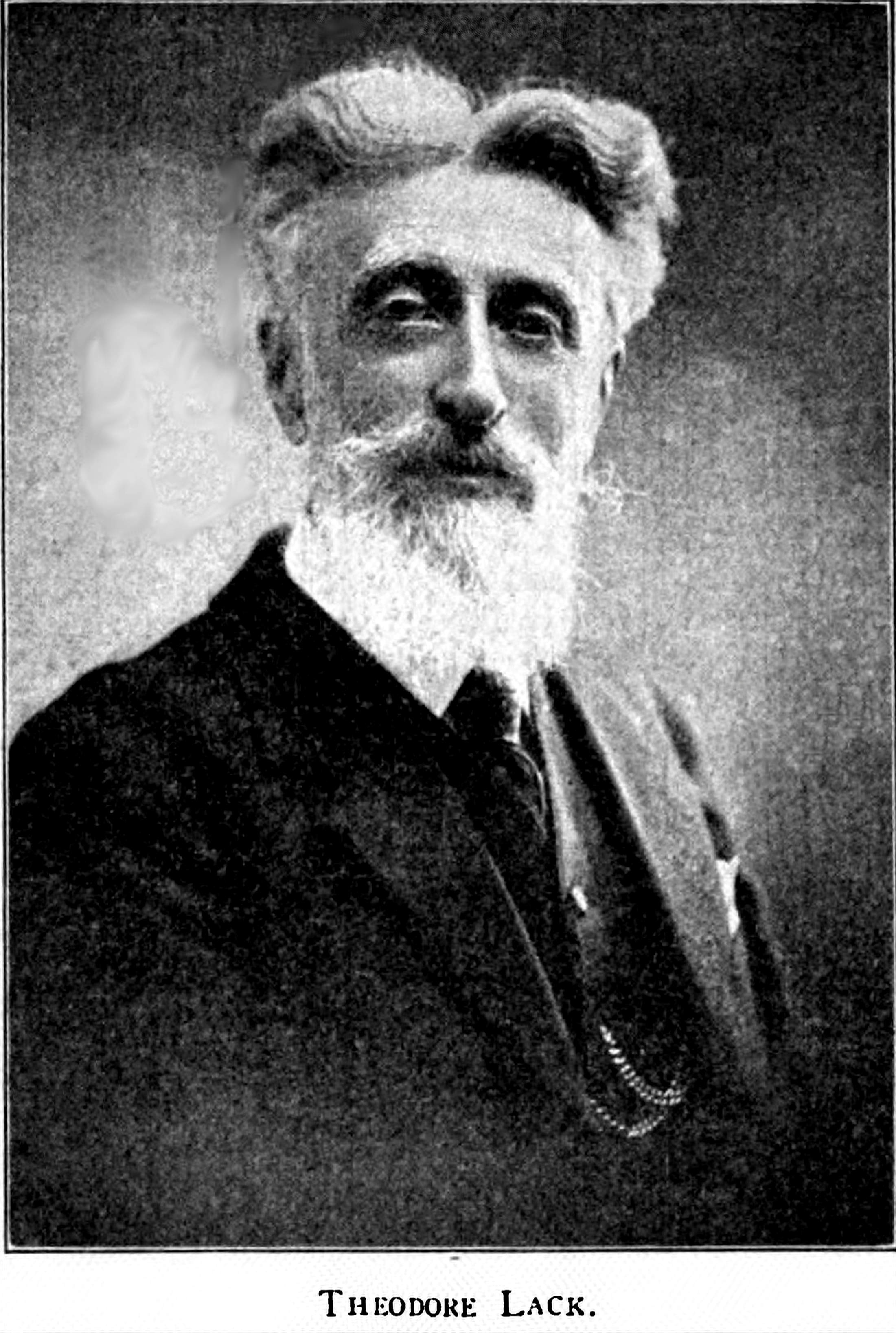
Théodore Lack

Théodore Lack (* 3. September 1846 in Quimper, Bretagne; † 25. November 1921 in Paris) war ein französischer Pianist und Komponist.

## Leben und Wirken
Théodore Lack galt als Frühbegabung, bereits im Alter von 10 Jahren wurde er zum Organisten seiner Heimatpfarre ernannt. Mit 14 Jahren kam er ans Pariser Konservatorium, wo er Klavier bei Antoine François Marmontel, Harmonielehre bei François Bazin und Musiktheorie bei Louis Lefébure-Wély studierte. Mit 18 Jahren erhielt er das Abschlussdiplom und wurde anschließend Assistent für Klavier. Diese Position hatte er von 1864 bis zu seinem Tod 1921 inne.
Bis heute in Gebrauch sind seine Études spéciales pour la main gauche, Op. 75. Für seine 1909 veröffentlichte Klavierschule schrieb Claude Debussy das im Ragtime-Stil gehaltene Stück Le petit nègre. Neben den pädagogischen Werken schuf Lack zahlreiche Salonstücke für Klavier, mit Titeln wie Tarentelle, Boléro, Etudes élégantes, Valse espagnole, Scènes enfantines, Souvenir d’Alsace oder Polonaise de concert.